# Parliament Heath
Parliament Heath is een gehucht in het bestuurlijke gebied Babergh, in het Engelse graafschap Suffolk. Het maakt deel van de civil parish Groton. Het gehucht telt vier monumentale panden, Daisygreen Cottages, Lodge Cottage, Malting Farmhouse en Primrose Cottage.